# Scytalognatha
Scytalognatha es un género de polillas de la familia Tortricidae.

## Especies
- Scytalognatha abluta Diakonoff, 1956